# Mantidactylus thelenae
Mantidactylus thelenae és una espècie de granota de la família dels mantèl·lids endèmica de Madagascar.
Es troba als boscos humits tropicals i subtropicals, i a les plantacions.
Està en perill d'extinció per la pèrdua del seu hàbitat natural.